# Kunti Moktan
Kunti Moktan (de nacimiento Sundas; en nepalí: कुन्ती मोक्तान ; 11 de julio de 1962) es una cantante nepalí. Tiene formación clásica y canta canciones populares y modernas de Nepal. Es conocida por sus canciones folk-pop como Choli Ramro, Nishthuri Mayalu y Mathi Mathi Sailungey Ma. Suele colaborar con su esposo, Shila Bahadur Moktan, que es músico y cantante. Además de cantar, también enseña música en varias escuelas.

## Primeros años de vida
Kunti Moktan nació el 11 de julio de 1962 en Margaret's Hope Tea Estate, distrito de Darjeeling, India. Su padre fue Prem Kumar Sundas y su madre Bishnu Maya Sundas. Completó su educación de nivel secundario en Kurseong . En su escuela secundaria también jugaba al futbol. Formó parte del primer equipo de futbol femenino de Darjeeling. Se mudó a Katmandú, Nepal en 1983 para seguir su carrera musical.

## Carrera musical
Moktan empezó a cantar desde muy pequeña. Comenzó su viaje musical en St. Xavier's High School en Dilaram, India. Cuando estaba en la Clase 8, pasó la prueba vocal en la estación All India Radio en Kurseong y grabó su primera canción con All India Radio a la edad de 15 años y su segunda canción para Radio Nepal a la edad de 18 años en 1980. Tanto Kunti como su esposo Shila Bahadur inicialmente aprendieron música de Jagdish Chandra Rai en Sonada. Llegó a Katmandú en 1980 por primera vez para cantar en la celebración del cumpleaños del rey Mahendra. Se mudó a Katmandú de forma permanente, con su marido, en 1983.
Moktan ha interpretado en unos 20 países, incluidos India, Estados Unidos, Japón, Reino Unido, Hong Kong, Alemania, Suiza y Corea del Sur. Además de cantar, toca el armonio. Algunas de sus canciones más populares son Khutta Tandai Gara, Choli Ramro Palpali Dhakako, Sunkai Bhau Chha, Bhanchan Kohi Jindagi Yo, Mathi Mathi Sailungey Ma y Dali Dali Ma.

## Vida personal

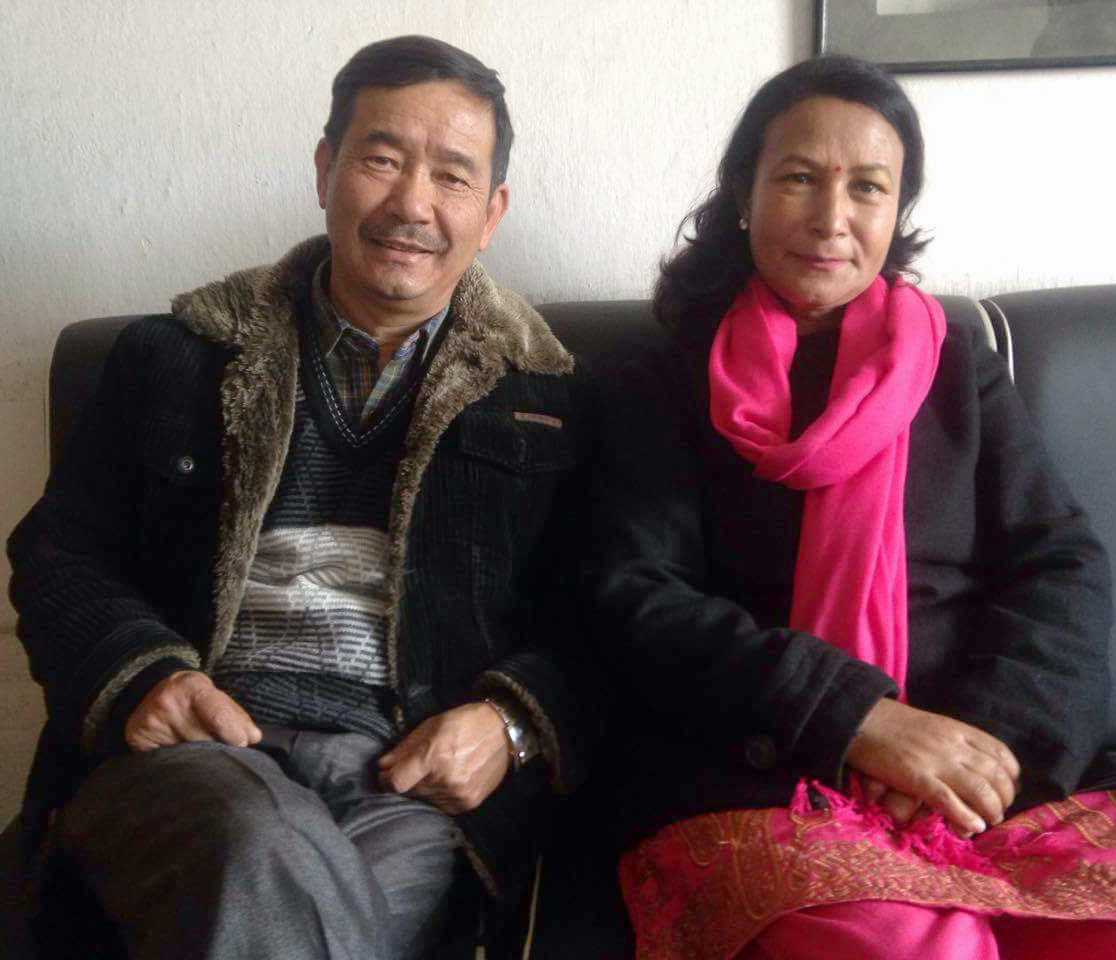
Kunti Moktan con su esposo Shila Bahadur Moktan

Se casó con Shila Bahadur Moktan, un músico y letrista nepalí, en 1983. Tienen dos hijas, Shital Moktan y Subani Moktan, que también son músicos.

## Discografía

### Álbumes
| Año de lanzamiento | Nombre del álbum | Número de canciones |
| ------------------ | ---------------- | ------------------- |
| 1996               | Mero Man         | 13                  |
| 2000               | Kirti            | 13                  |
| 2003               | Kusum            | 11                  |
| 2008               | Manko Sapana     | 12                  |
| 2008               | Sailunge         | 10                  |
| 2008               | Mayalu Lai       | 3                   |
| 2009               | Kamero           | 13                  |
| 2010               | Birsi Janelai    | 10                  |
| 2010               | Kahile Kahi      | 9                   |
| 2013               | Hamro Bhet       | 10                  |
| 2020               | Koseli, vol. 1   | 9                   |
| 2020               | Koseli, vol. 2   | 9                   |

### Sencillos
- Pahadi Pyara (2018)
- Gothalo Jada (ft. Subani Moktan) (2020)
- Timro Bhaye Pugcha (2020)

## Premios
- Chinnalata Geet Puraskar, Nepal[9]
- Bhupalman Singh Yuba Puraskar, Nepal
- Nirman Samman, Sikkim
- Premio Hits FM Music, Nepal
- Premio de Música Budha Subba